# Зажече (Новосондецький повіт)
Зажече (пол. Zarzecze) — село в Польщі, у гміні Лонцько Новосондецького повіту Малопольського воєводства.
Населення — 516 осіб (2011).
У 1975-1998 роках село належало до Новосондецького воєводства.

## Демографія
Демографічна структура станом на 31 березня 2011 року:
|          | Загалом | Допрацездатний вік | Працездатний вік | Постпрацездатний вік |
| -------- | ------- | ------------------ | ---------------- | -------------------- |
| Чоловіки | 248     | 74                 | 151              | 23                   |
| Жінки    | 268     | 70                 | 143              | 55                   |
| Разом    | 516     | 144                | 294              | 78                   |